# Лунинецкий повет
Лу́нинецкий пове́т Поле́сского воево́дства (пол. Powiat łuniniecki, бел. Лу́нінецкі паве́т Пале́сскага ваяво́дства) — административно-территориальная единица Полесского воеводства II Речи Посполитой. Образован 1 марта 1921 года, ликвидирован в результате советского вторжения в сентябре 1939 года. Поветовый город — Лунинец. Состоял из 15 сельских гмин (6 в 1939), 3 города и 3 местечек. Общая площадь повета — 2722 км², население — 109 300 человек, плотность — 19 чел. на км².

## Административное деление

### Гмины
- гмина Берёзов (до 1922)[2]
- гмина Хорск (до 1922)[2]
- гмина Хотыничи
- гмина Чучевичи
- гмина Доброславка (до 1922)[3]
- гмина Кожан-Городок (до ?)
- гмина Круговичи
- гмина Ленин (до 1939)[4]
- гмина Лахва
- гмина Лунин (ликвидирована позже)
- гмина Лунинец (создана позже)
- гмина Плотница (до 1922)[2]
- гмина Погост Загородский (до 1922)[3]
- гмина Столин (до 1922)[2]
- гмина Соснковичи (1939)[4]
- гмина Теребишев (до 1922)[2]
- гмина Заостровичи (до 1926)[5]

### Города
- Давид-Городок (до 1922)[6]
- Городно (до 1922)[7]
- Кожан-Городок (позже лишен статуса)
- Лахва (позже лишена статуса)
- Лунинец
- Столин (до 1922)[6]